# 藍野レオ
藍野 レオ（あいの れお、1988年3月4日 - ）は日本のモデル、レースクイーン、グラビアアイドルである。静岡県出身。
元アヴィラステージ→アートアップ所属。公称身長160cm。スリーサイズはB85-W57-H85。愛称は「アイノマン」。

## 概要
2007年にレースクイーンデビュー。パチンコ、パチスロのイメージガールとしても活動を行いながら2009年ファースト写真集を発売、アマゾンの売り上げランキング１位を獲得したこともある。

## 主な活動

### レースクイーン
- 2007年：スーパー耐久レース OKABEJIDOSHA MOTORSPORTS
- 2008年：全日本ロードレース選手権 PLOT FARO PHANTERA
- 2010年：スーパー耐久レース Team UEMATSU Lady[2]（第1戦のみ参加[3]）
- 2013年：スーパー耐久レース TRACY SPORTS[1]

### イメージガール
- パッチクイーン（パチンコ・パチスロ情報誌パッチGuu）
- チャーミーズエンジェル（パチンコパチスロイメージガール　株式会社ファクト）
- プロボクシングMEGA FIGHT（ラウンドガール）

### メディア
- みんなの願いを叶えたい GUEST出演（あっ!とおどろく放送局）
- お願い!ランキング（テレビ朝日）ベストカップUSA(Dカップ代表)

### モデル＆グラビア
- アテニア化粧品
- Finesse Items（ゴルフウェアーモデル）
- P-ENTER（表紙グラビア）
- ENTERTAINMENT Dash（グラビア）遊舎
- サーキット時計（美人時計）

## リリース作品

### DVD
1. 恋人未満（晋遊舎・2009年6月27日）
2. ラブ＊ホテル６（マックス・2010年2月8日）
3. Angel☆Heart（アートアップ・2010年2月23日）
4. Sensual〜思いのままに〜（トリコ・2010年3月20日）
5. REBELUTION（セルフラッシュ・2010年6月19日）

### 写真集
1. 恋人未満（晋遊舎・2009年7月4日）